# 格拉纳达足球俱乐部
格蘭納達足球會（西班牙語：Granada Club de Fútbol，香港賽馬會稱其為CF格蘭納達）是位於西班牙安達魯西亞自治區格拉納達省省會格拉纳达的足球會，於1931年以「格拉纳达體育會」（Recreativo de Granada）的名義成立，以新洛斯卡門斯球場（Estadio Nuevo Los Cármenes）作為主場球場，現時在西班牙足球乙级联赛參賽。

## 歷史
格蘭納達是第三支來自安達魯西亞參賽西甲的球隊，其餘兩隊為和，球隊於1941/42年球季首度升上頂級聯賽角逐，其後分別於1957年、1966年、1968年取得升班資格，合共在西甲逗留17季，期間最佳成績為兩度取得聯賽第6位，自1976年降班後一直在低級別聯賽打滾，更因欠薪於2002年被罰降至國內第四級的丙级联赛。在西丙停留4季後，獲得前皇馬會長洛伦佐·桑斯（Lorenzo Sanz）及兒子弗朗西斯科·桑斯（Francisco Sanz）入主才扭轉局面，於2006年回升到第三級的乙二级联赛。2009年7月球隊又遭受嚴重財困而幾乎結束，最終需要與意甲球會結盟才逃過厄運。
2009/10年球季格蘭納達從烏甸尼斯借用多名球員，取得分組冠軍並透過附加賽取得升班西乙席位，於缺席22年後重返第二級聯賽。2010/11年球季格蘭納達再接再厲，取得第5位及參賽升班附加賽資格，準決賽與兩回合累計1-1不分高下，憑互射十二碼5-4擊敗對手，決賽對（Elche CF），首回合主場0-0，2011年6月18日次回合作客1-1，憑作客入球優惠取得最後一張西甲入場劵，相隔35年重返頂級聯賽賽場。
格蘭納達在盃賽最佳成績是於1959年獲得西班牙國王盃的前身「大元帥盃」（Copa del Generalísimo）亞軍，在巴拿貝球場以1-4不敵。

## 主場球場
格蘭納達在成立後使用「Campo de Las Tablas」作為主場球場，但只用了很短時間，於1934年遷到新建的洛斯卡门斯球场（Estadio Los Cármenes）。格蘭納達一直逗留至1995年才遷移到另一新建的新洛斯卡门斯球场（Estadio Nuevo Los Cármenes），新球場可容16,212名觀眾，於1995年5月16日正式啟用。

## 榮譽
- 國際
- 國家
  - 西班牙足球乙级联赛冠軍：1940–41, 1956–57, 1967–68；
  - 西班牙足球乙二级联赛冠軍：1982–83, 1999–2000, 2009–10；
  - 西班牙足球丙级联赛冠軍：1933–34, 2003–04, 2005–06；
  - 西班牙國王盃亞軍：1958–59；

## 外部連結
- Official website （西班牙文）
- Futbolme team profile （页面存档备份，存于） （西班牙文）
- Unofficial website （页面存档备份，存于） （西班牙文）